# Asociación de Escritores en Lengua Catalana
La Asociación de Escritores en Lengua Catalana (en catalán: Associació d'Escriptors en Llengua Catalana) (AELC) es una entidad privada profesional, con sede central en Barcelona, que reúne escritores en lengua catalana.
Tiene su sede en el Palacio Savassona, edificio del Ateneo Barcelonés declarado Bien de Interés Cultural como Monumento del patrimonio histórico de España en 1981.

## Creación
Fue fundada en 1977, marcada por las resoluciones de Congrés de Cultura Catalana celebrado en 1975, en el que los autores señalaron la necesidad de una entidad propia vinculada al catalán como lengua creadora, literaria. La mayor parte de su actividad la desarrolla en los distintos territorios de habla catalana (los denominados por algunos sectores, Países Catalanes) que engloba Cataluña, Comunidad Valenciana y Baleares, en España; la zona de Pirineos Orientales, en la región de Occitania (Francia); Andorra y la ciudad de Alguer, en Cerdeña (Italia).

## Objetivos y servicios
Los principales objetivos señalados por la AELC son la defensa de los intereses del colectivo asociado en los diferentes ámbitos profesionales, bien sea ante entidades públicas o privadas, o bien en la cooperación para el desarrollo de las normas jurídicas que puedan afectarles. Organiza igualmente un amplio abanico de actividades dedicadas al estudio y la reflexión sobre el oficio de escritor, así como la promoción de los autores miembros. Actúa como representante de los escritores ante las diversas instituciones públicas y los diferentes sectores profesionales vinculados a las letras y mantiene una presencia activa y permanente en el mundo cultural, tanto en su ámbito de influencia, como fuera de él.
La AELC participó decisivamente en la refundación de la Institució de les Lletres Catalanes y, de manera general, en el proceso de normalización del uso del catalán, en especial en España. Como entidad profesional, ha participado en la elaboración de la legislación de propiedad intelectual española y en los acuerdos entre los autores y los sectores editoriales sobre los modelos de contrato de edición de obras (ya sean estas en papel o en formato digital). Mantiene como una de sus funciones básicas las relaciones con las administraciones públicas en materias fiscales, laborales y de asistencia y prestaciones sociales.
Su página web (http://www.escriptors.cat) tiene una extensa base de datos de páginas monográficas de autores, con información biográfica, literaria y bibliográfica de los mismos, así como espacios actualizados de noticias e información profesional de interés. Desarrolla también actividades, encuentros y debates periódicos entre autores, editores y críticos literarios.

## Organización
Actualmente preside la Junta Directiva Sebastià Portell, cargo que ocupa desde 2022. Los anteriores presidentes fueron: Josep Maria Castellet, Josep Maria Llompart, Joan Fuster, Avel·lí Artís-Gener "Tísner", Jaume Fuster, Francesc Parcerisas, Antònia Vicens, Jaume Pérez Montaner, Guillem-Jordi Graells y Bel Olid.
La AELC es miembro fundador de la Federación GALEUSCA, que reúne a los escritores en gallego, vasco y catalán, y también de la European Council of Literary Translators 'Associations. Por otro lado, forma parte de la junta directiva del Centro Español de Derechos Reprográficos (CEDRO) y de la European Writers Council (EWC)